# Messfernrohr
Als Messfernrohr wird ein Fernrohr bezeichnet, das nicht zur Betrachtung eines Objekts dient, sondern zur Messung seiner Position oder zur Winkelmessung einzelner Punkte. Vereinzelt dient es auch zur genauen Ablesung von Skalen.
Astronomische Messinstrumente wurden ab etwa der Mitte des 17. Jahrhunderts, insbesondere von Adrien Auzout und Jean Picard, mit Teleskopen zur Erhöhung der Genauigkeit ausgestattet – z. B. die Mauerquadranten zur Messung von Sterndurchgängen. Geodätische Instrumente und Theodolite folgten ab etwa 1720, als man Vergrößerungen von 20- bis 30-fach auch mit kürzeren Fernrohren erzielen konnte.
Im darauffolgenden Jahrhundert entwickelte man auch Fernrohre zur genauen Ausrichtung von Achsen, Maschinen und Kameras, für Ablotungen und zur Messung von  Entfernungen.